# جيل شلهوب
جيل يوسف (9 يونيو 1983 - ) ممثل وممثل صوت لبناني.

## فيلموغرافيا

### أفلام
- قميص الصوف - أمين وأبو أمين.[3] 2010

### أدوار الدبلجة
- القرم الحزين
- الإمبراطورة الصغيرة
- أوكيه كيه او! فنلكن الأبطال - أغنية البداية
- أولاد الجيران
- تمالك نفسك سكوبي دو
- جينيرايتور ريكس - فان كلايس
- خلف حائط الحديقة
- ساموراي جاك - جاك
- سونيك بوم - ناكلز النضناض
- عالم غامبول المدهش
- فتيات القوة
- مختبر دكستر
- مغامرات فلاب جاك - بابيرمانت لاري
- جيلي جام - أغنية البداية
- أبل وأونيون - أبل
- ابطال تايتونز انطلقوا - اغنية لن أقبض على الأشرار

## وصلات خارجية
- جيل شلهوب على موقع IMDb (الإنجليزية)